# Arnold Schönberg
Arnold Schönberg (Beč, 13. rujna 1874. – Los Angeles, Kalifornija, 13. srpnja 1951.) austrijski je, a kasnije i američki skladatelj, vođa tzv. Druge bečke škole, odnosno skupine skladatelja ranoga 20. stoljeća koje je podučavao i koji su podržavali njegove skladateljske nazore. Svoje prezime zapisivao je njemačkim Schönberg dok se 1934. nije preselio u Sjedinjene Američke Države kada počinje koristiti anglizirani oblik Schoenberg. Bio je poznat po proširenju njemačke romantične tradicije Johannesa Brahmsa i Richarda Wagnera, kao i po pionirskim inovacijama u atonalitetnoj glazbi, uključujući dodekafonsku tehniku, skladateljsku tehniku temeljenu na strogom definiranju tonskih nizova. Mnogi Schönbergovi radovi vežu se za ekspresionistički pokret u njemačkoj poeziji i umjetnosti. Skovao je izraz "razvojna varijacija", a bio je i prvi moderni skladatelj koji je prigrlio razvoj motiva bez obaziranja na centralnost jedne glazbene teme ili subjekta. Mnogi njegovi postupci, uključujući formalizaciju spomenute skladateljske tehnike, kao i navika otvorenog pozivanja publike na analitičko razmišljanje, odjekuju u avangardnoj glazbenoj praksi kroz cijelo 20. stoljeće.

## Životopis
Arnold Schönberg rođen je u obitelji aškenaskih Židova u okrugu Leopoldstadt u Beču (u prijašnjim vremenima to je bio židovski geto) na adresi Obere Donaustraße 5. Iako je njegova majka Pauline, rođena Pražanka, bila učiteljica glasovira (njegov otac Samuel, rođen u Bratislavi, bio je vlasnik prodavaonice), Arnold je uglavnom bio samouk, uzimajući instrukcije jedino iz kontrapunkta, kod skladatelja Alexandera von Zemlinskog, koji je kasnije postao njegovim šurjakom. U dvadesetim godinama živio je od orkestriranja opereta, dok je skladao vlastite radove kao što su gudački sekstet Preobražena noć (Verklärte Nacht). I Richard Strauss i Gustav Mahler prepoznali su Schönbergov skladateljski značaj. Strauss kada je čuo izvedbu Schönbergovih "Gurre-Lieder", a Mahler nakon što je čuo nekoliko njegovih ranih radova. Strauss se poslije 1909. u svom radu okrenuo konzervativnijem idiomu i tada Schönberga odbacio, no Mahler ga je prihvatio kao štićenika i nastavio ga podržavati čak i kada je Schönbergov stil dosegnuo točku koju Mahler više nije mogao razumjeti, i brinuo se o tome tko će ga podržavati nakon što on umre. Schönberg, koji je isprva mrzio i ismijavao Mahlerovu glazbu, promijenio je mišljenje čuvši "grom" Mahlerove Simfonije br. 3, koju je smatrao djelom genija i poslije o Mahleru "čak govorio i kao o svecu" (Stuckenschmidt 1977., 103; Schoenberg 1975., 136). Unatoč židovskom podrijetlu, 1898. se preobratio na luteranizam i to je ostao do 1933.
Schönberg je 1904. godine počeo podučavati harmoniju, kontrapunkt i kompoziciju. Njegovi prvi učenici bili su Paul Pisk, Anton Webern i Alban Berg - Webern i Berg kasnije će postati najpoznatiji od mnogih njegovih učenika.
Ljeto godine 1908., tijekom kojeg ga je supruga Mathilde (samo na nekoliko mjeseci) ostavila za mladog austrijskog slikara Richarda Gerstla, predstavljalo je veliki preokret u Schönbergovom stvaranju. Tijekom odsutnosti svoje supruge skladao je Du lehnest wider eine Silberweide, 13. pjesmu iz ciklusa 15 pjesama iz knjige o visećim vrtovima i svoje prvo djelo koje nije imalo nikakve veze s ključem. Te iste godine dovršava i jedno od svojih najrevolucionarnijih djela, 2. gudački kvartet, čija prva dva pokreta, iako kromatska u boji, koriste tradicionalne ključeve, a zadnja dva, pjesme koje je napisao njemački pjesnik Stefan George, uvelike smanjuju veze s tradicionalnom tonalnošću (no, sva četiri pokreta završavaju tonskim akordima, a samo djelo nije skroz atonalno) i, za razliku od dotadašnje prakse u gudačkim kvartetima, sadrži dio koji izvodi glas sopran.
Tijekom ljeta 1910., Schönberg je napisao Harmonielehre (Nauk o harmoniji), knjigu koje je do danas ostalo njegovo najutjecajnije djelo iz polja teorije glazbe.
Još jedno važno djelo iz Schönbergova atonalnog perioda je utjecajni Pierrot Lunaire, op. 12, iz 1912., ciklus ekspresionističkih pjesama prevedenih s francuskog na njemački, čiji je originalni autor Albert Giraud. Koristeći tehniku Sprechstimmea, djelo spaja pjevačicu s malim ansamblom od pet glazbenika. Ansambl, koji je danas najčešće zove Pierrot ansamblom, uključuje dionice za flautu i pikolo, klarinet i bas klarinet, violinu i violu, violončela, klavira i pjevača čija dionica sadrži i govorne dijelove. U današnje vrijeme, neki skladatelji u ansambl dodaju udaraljke, koje često zamjenjuju pjevača.
Kasnije, Schönberg će usavršiti dodekafonijsku tehniku (tehniku dvanaest tonova), kojoj su 1947. René Leibowitz i Humphrey Searle dali alternativno ime serijalizam. Mnogi njegovi učenici usvojili su tu metodu i uspostavili tzv. Drugu bečku školu. Među njima su najistaknutiji bili Anton Webern, Alban Berg i Hanns Eisler, glazbenici na koje je Schönberg izvršio jako velik utjecaj. Izdigao se kao velik učitelj (među učenicima mu je bio i John Cage), djelomično zbog svojeg analiziranja, prenošenja metoda i povezanosti s velikim skladateljima klasike, kao što su Wolfgang Amadeus Mozart, Johann Sebastian Bach, Ludwig van Beethoven i Johannes Brahms, a djelomično zbog svog načina izvlačenja skladateljske individualnosti iz svojih učenika. Izdao je dosta knjiga, od poznate Harmonielehre (Nauk o harmoniji) pa do Osnova glazbene kompozicije (1967.), od kojih se neke i danas tiskaju i koriste kao glazbeni priručnici.
Nakon smrti Ferruccia Busonija 1924., profesora kompozicije na Pruskoj umjetničkoj akademiji u Berlinu, Schönberg je dobio to mjesto, no zbog zdravstvenih problema posao je počeo obavljati tek 1926. U časopisu Zeitschrift für Musik ubrzo su se pojavili antisemitski članci. Među njegovim istaknutijim učenicima iz ovog perioda ističu se Roberto Gerhard, Nikos Skalkottas i Josef Rufer. Schönberg je držao poziciju profesora sve do 1933., kada je Hitlerov NSDAP došao na vlast. Tadašnja vlast ga je skinula s dužnosti i protjerala iz države. Otišao je u Pariz gdje je afirmirao svoju židovsku vjeru, a onda u SAD. Svoj prvi posao kao profesor u SAD-u dobiva u Bostonu. Kasnije je predavao na dvama koledžima u Los Angelesu, od kojih su oba po jednu zgradu iz kompleksa nazvali Schönbergovim dvorom. Kupio je kuću u Brentwood Parku gdje se sprijateljio s kolegom (i kasnijim teniskim partnerom) Georgeom Gershwinom i predavao na Sveučilištu "California" u Los Angelesu, gdje je živio do kraja svog života. Jednom prilikom Gershwin je Schönberga pitao da mu da lekcije iz kompzicije. No prema Gershwinu, Schönberg je odgovorio:
Ova anegdota slična je onoj kada je Gershwin Ravela pitao da ga poučava, no ovaj je isto odbio pohvalivši Gershwina (za više podataka vidi članak Maurice Ravel).
Tijekom tog završnog perioda skladao je mnoga poznata djela, uključujući i Koncert za violinu, op. 36 (1934./1936.), Kol Nidre, op. 39, za zbor i orkestar (1938.), Oda Napoleonu Bonaparteu, op. 41 (1942.), Koncert za klavir, op. 42 (1942.) i njegov memoriam žrtvama Holokausta, Preživjeli iz Varšave, op. 46 (1947.). Nije uspio dovršiti operu Mojsije i Aron (1932./1933.), koja je bila prvo djelo u vlastitom žanru koje je kompletno napisano dodekafonijskom metodom. Schönberg je 1941. postao državljaninom SAD-a.
Schönberg je patio od triskaidekafobije (straha od broja 13), koja je najvjerojatnije započela 1908. nakon što je skladao jednu od svojih skladbi. Njegova opera Mojsije i Aron u originalu se trebala zvati Moses und Aaron, ali kada je skladatelj shvatio da ima 13 slova u originalu, izbacio je jedno a i naslovio ju je Moses und Aron. Postoji mogućnost da je baš ta njegova praznovjernost bila uzrok njegove smrti. Prema njegovoj prijateljici Katji Mann, Schönberg se bojao da će umrijeti na godinu koja je djeljiva s 13. Toliko se bojao svog 65. rođendana godine 1939. da je zamolio prijatelja da pita skladatelja i astrologa Danea Rudhyara da mu sastavi horoskop. Rudhyar je to napravio i rekao mu je da će ta godina biti opasna, ali ne fatalna. No 1950., na njegov 76. rođendan, bečki skladatelj i astrolog Oskar Adler mu je poslao poruku upozorenja o opasnosti te godine: 7 + 6 = 13. Ta vijest jako je prestrašila skladatelja i bacila ga u veliku depresiju. Toliko je bio opsjednut tim brojem da su njegovi prijatelji uočili da često ponavlja rečenicu: "Ako samo preživim ovu godinu onda ću biti dobro." Na petak, 13. srpnja 1951., Schönberg je cijeli dan ležao u krevetu bolestan i deprimiran. U pismu njegovoj sestri Ottiliji, napisanom 4. kolovoza 1951., Arnoldova supruga Gertrude je napisala:
Gertrude Schönberg je Arnoldovoj sestri sljedeći dan u telegramu napisala da je on preminuo u 23:45.
Arnold Schönberg je bio djed odvjetnika E. Randola Schoenberga. Njegova kći, Nuria Dorothea, udala se za skladatelja Luigija Nona 1955. godine.

## Glazba

### Djela i ideje
Schönberg je osjećajno bio odan konceptu nesavladive privrženosti nekoj "ideji" (kao, na primjer, koncept neizrazivog Boga) i potrage za istinom. Vidio je razvoj glazbe koji je ubrzavao kroz djela Richarda Wagnera, Richarda Straussa i Gustava Mahlera. 
Između 1901. (Gurre-Lieder) i 1910. (Pet komada za orkestar) njegova se glazba mijenjala brže nego ikad prije. Kada je napisao svoj 1. gudački kvartet i Komornu simfoniju, op. 9, zamislio je da je razvio zreli osobni stil koji će mu služiti u budućnosti. No već u 2. gudačkom kvartetu i Drei Klavierstücke, morao je priznati da su dodane note u harmoniji došle do točke u kojoj nije bilo razlike između konsonace i disonance.
Jedno vrijeme Schönbergova glazba bila je jako koncentrirana i eliptična, jer nije vidio razloga da ponavlja i razvija. Prvi svjetski rat donio je krizu u njegovom razvoju. Vojna služba poremetila mu je život. Nikad nije imao priliku raditi bez prekidanja ili na duži vremenski period, tako da je ostavio mnogo nedovršenih djela i nerazrađenih "početaka". Tako je s 42 godine otišao u vojsku. Jednom je prilikom jedan viši časnik zahtijevao da zna je li on stvarno "taj ozloglašeni Schönberg". Schönberg je odgovorio:
Nakon rata radi na razvoju načina prema kojem bi njegova glazbena tekstura bila jednostavnija i jasnija, a to je rezultiralo "metodom skladanja s dvanaest tonova" u kojoj su dvanaest polja oktave smatrana jednakima, a niti jedan samostalan ton ili tonalitet nije dobio naglašenost kakvu je imao u klasičnoj harmoniji. On je to otkriće u glazbi smatrao ekvivalentom Einsteinovim otkrićima u fizici, a otkrio ga je tijekom šetnje sa svojim prijateljem Josefom Ruferom, kazavši:
Ova rečenica, često krivo citirana i krivo shvaćana, vjerojatno je izrečena uz Schönbergovu karakterističnu ironiju, a odnosila se na tadašnji kolaps dominacije zemalja njemačkog govornog područja, ali naglasila je i Schönbergovu želju da njegovo ime stoji uz Bacha i Beethovena.
Kada se smjestio u Kalifoniji napisao je nekolicinu djela u kojima se vraća kvazitonalnoj harmoniji, no na sebi svojstven način, ne samo ponovo koristeći klasičnu harmoniju. To se poklapalo s njegovim vjerovanjem da se njegova glazba prirodno razvila iz prošlosti. Rečenica koja to potkrepljuje jest:
Važno je napomenuti da Schönberg nije jedini (čak ni prvi) skladatelj koji je eksperimentirao sa sistematiziranim korištenjem svih 12 tonova. I ruski skladatelj Nikolaj Roslavec i Schönbergov sunarodnjak Josef Matthias Hauer razvili su svoj vlastiti sustav dodekafonije neovisno jedan o drugom, otprilike u isto vrijeme kao i Schönberg, a Charles Ives je eksperimentirao s dodekafonijom još ranije. No, treba napomenuti da je Schönbergov sistem ipak najvažniji i najutjecajniji.

### Kontroverze i polemike
Nakon početnih problema, Schönberg je počeo dobivati naklonost publike, s djelima kao što su Pelleas und Melisande koje je premijerno izvedeno 1907. u Berlinu, a naklonost je ponajviše stekao nakon austrijske premijere svog djela Gurre-Lieder održane 13. veljače 1913., koje je dobilo ovaciju koja je trajala 15 minuta, a sam Schönberg i lovorovu krunu. No, većina njegovih djela nije dobro prihvaćena. Njegova 1. komorna simfonija premijerno je izvedena 1907. Publika je bila malobrojna, a njezina reakcija ravnodušna. No, kada je 31. ožujka 1913. ponovo izvedena uz djela Albana Berga, Antona Weberna i Alexandra von Zemlinskog, bolje je prihvaćena, iako ne kao djela autora koji su se još izvodili. Kasnije na tom koncertu, tijekom izvedbe Bergovog djela Altenberg Lieder, izbila je tučnjava nakon što je Schönberg prekinuo izvedbu da bi objavio da će policija ukloniti sve one koji budu stvarali probleme tijekom koncerta. Mahlerov Kindertotenlieder, djelo koje je trebalo završiti koncert, otkazano je nakon što je pozvan jedan policajac. Schönbergova glazba nakon 1908. odmara se od tonalnosti, što je uvelike polariziralo odnose prema njoj: njegovi učenici i sljedbenici vidjeli su ga kao jednu od najvažnijih karika u glazbi, dok su kritičari mrzili njegova djela.
Odnos između suvremenih skladatelja i javnosti natjerao ga je da u Beču 1918. osnuje Društvo za privatne glazbene izvedbe (Verein für musikalische Privataufführungen). Cilj društva bio je grandiozan, ali egocentričan; želio je osigurati prostor za moderne skladatelje gdje će oni moći vježbati i pripremati se te propisno izvoditi u zaštiti od moderne javnosti. Od osnivanja pa do 1921., kada se društvo zatvorilo zbog ekonomskih razloga, ono je predstavilo 353 izvedbe pretplatnicima, nekad čak i jednu tjedno, a tijekom prve godine i polovice druge, Schönberg nije dopuštao da se izvode njegova djela. Umjesto njegovih djela, publika je slušala djela skladatelja kao što su Aleksandr Skrjabin, Claude Debussy, Gustav Mahler, Anton Webern, Alban Berg, Max Reger i ostali ključni skladatelji s početka XX. stoljeća.
Schönberg je bio izuzetno težak čovjek i s njim se teško sprijateljavalo. U jednom je pismu napisao:
Skladatelje koji su izvodili njegovu glazbu, kao npr. Otta Klemperera, redovito je "nagrađivao" pritužbama da se ne trude dovoljno. No u drugu ruku, prema svojim tzv. "učenicima" bio je izuzetno posvećen i prijazan. Čak su i izuzetno samostalni i individualni skladatelji kao Alban Berg i Anton Webern pokazivali robovsku volju da mu služe.
Schönbergova serijska tehnika skladanja s 12 tonova postala je centralni i najpolemičniji problem među europskim i američkim glazbenicima sa sredine XX. stoljeća. Počevši s 1940-ima, a trajući do danas, skladatelji kao Pierre Boulez, Karlheinz Stockhausen, Luigi Nono i Milton Babbitt proširili su Schönbergovu ostavštinu na najradikalnije smjerove. Veći gradovi u SAD-u (npr. Boston, Los Angeles, New York) bili su domaćini povijesnim izvedbama Schönbergovih djela. Među najznačajnije spada ona Babbittova te izvedba frankoameričkog dirigenta-pijanista Jacques-Louisa Monoda. Osim toga, mnogi Schönbergovi učenici predavali su na prestižnim američkim glazbenim institucijama. Osim utjecaja u SAD-u, u glazbi Hansa Kellera, Luigija Rognonija i Renéa Leibowitza vidi se i Schönbergov utjecaj na europsku modernu glazbu.
Schönberg nije bio simpatizer svog suvremenika Igora Fjodoroviča Stravinskog. On je 1926. napisao pjesmu "Der neue Klassizismus" (njemački "Novi klasicizam"). U toj pjesmi Schönberg je omalovažio neoklasicizam, a Stravinskog nazvao, podrugljivo, "Der kleine Modernsky" (njemački "Mali Modernski"). Tekst te pjesme iskoristio je za svoje djelo "Drei Satiren" (njemački "Tri satire"), op. 28.

## Izvanglazbeni interesi
Schönberg je bio i slikar, čak toliko dobar da su se njegova djela izlagala uz djela Franza Marca i Vasilija Kandinskog, a i ekstenzivno je pisao pjesme i drame, ali i eseje koji se nisu bavili samo glazbom, nego i drugim kulturološkim temama. Zanimali su ga i filmovi s Hopalongom Cassidyjem, što je bilo iznanađujuće s obzirom na njegovu izjavu da je on bio član buržoazije koji je postao monarhist.

## Djela
Potpun popis: Djela Arnolda Schönberga.

## Citati
- "Moja glazba nije moderna, nego samo loše izvođena."
- "Ja nikad nisam bio 'revolucionar'. 'Jedini revolucionar' našega doba bio je Strauss."[21]

## Vanjske poveznice
- Arnold Schoenberg Center u Beču  Arhivirana inačica izvorne stranice od 8. svibnja 2005. (Wayback Machine)
- Popis poveznica (sastavio Arnoldov unuk Randol)
- Kompletna Schönberg diskografija i popis djela
- Schönbergove slike i crteži
- Esej o Schönbergu i Drugoj bečkoj školi
- Kronologija na Arnold Schoenberg Centru  Arhivirana inačica izvorne stranice od 31. prosinca 2007. (Wayback Machine)
- Snimak Fantazija, Op. 47 – Helen Kim, violina; Adam Bowles, klavir Luna Nova New Music Ensemble
- Snimak Komorna simfonija, Op. 9 (1906) Webern transkirpicija (1922. – 1923.) Luna Nova New Music Ensemble
- Glazba u zraku